# Каменмост
Каменмост је насељено место у саставу општине Подбабље, Сплитско-далматинска жупанија, Република Хрватска.

## Географски положај
Налази се у Имотској крајини, око 4 км југозападно од Имотског.

## Историја
До територијалне реорганизације у Хрватској налазио се у саставу старе општине Имотски.

## Становништво
На попису становништва 2011. године, Каменмост је имао 520 становника.
| Број становника по пописима | Број становника по пописима | Број становника по пописима | Број становника по пописима | Број становника по пописима | Број становника по пописима | Број становника по пописима | Број становника по пописима | Број становника по пописима | Број становника по пописима | Број становника по пописима | Број становника по пописима | Број становника по пописима | Број становника по пописима | Број становника по пописима | Број становника по пописима |
| --------------------------- | --------------------------- | --------------------------- | --------------------------- | --------------------------- | --------------------------- | --------------------------- | --------------------------- | --------------------------- | --------------------------- | --------------------------- | --------------------------- | --------------------------- | --------------------------- | --------------------------- | --------------------------- |
| 1857.                       | 1869.                       | 1880.                       | 1890.                       | 1900.                       | 1910.                       | 1921.                       | 1931.                       | 1948.                       | 1953.                       | 1961.                       | 1971.                       | 1981.                       | 1991.                       | 2001.                       | 2011.                       |
| 0                           | 0                           | 207                         | 382                         | 357                         | 492                         | 0                           | 622                         | 628                         | 681                         | 712                         | 791                         | 751                         | 780                         | 566                         | 520                         |

Напомена: У 1857, 1869. и 1921. подаци су садржани у насељу Подбабље Горње. До 1910. исказивано као део насеља.

### Попис 1991.
На попису становништва 1991. године, насељено место Каменмост је имало 780 становника, следећег националног састава:
| Попис 1991.‍  | Попис 1991.‍  | Попис 1991.‍ | Попис 1991.‍ | Попис 1991.‍ |
| ------------ | ------------ | ----------- | ----------- | ----------- |
|              |              |             |             |             |
| Хрвати       | Хрвати       |             | 461         | 59,10%      |
| Срби         | Срби         |             | 275         | 35,25%      |
| Југословени  | Југословени  |             | 18          | 2,30%       |
| Муслимани    | Муслимани    |             | 1           | 0,12%       |
| неопредељени | неопредељени |             | 8           | 1,02%       |
| непознато    | непознато    |             | 17          | 2,17%       |
| укупно: 780  |              |             |             |             |

### Презимена
- Јаловчић — Православци
- Кнежевић — Православци
- Опува — Православци
- Пијановић — Православци[2]